# Bitwa nad rzeką Mal Tiempo
Bitwa nad rzeką Mal Tiempo – starcie zbrojne, które miało miejsce 15 grudnia 1895 w trakcie antyhiszpańskiego powstania na Kubie (1895–1898). 
W grudniu 1895 r. oddziały powstańcze dowodzone przez generała  Antonio Maceo oraz Máximo Gómeza w sile 2 200 ludzi natknęły się nad rzeką Mal Tiempo na siły hiszpańskie pod wodzą generała Arsenio Martínez-Camposa. Wydzielona kolumna hiszpańska licząca 1 200 ludzi dowodzona przez płk. Narcisa Richa maszerująca w kierunku Lomas Grandes stała się celem ataku kawalerii powstańczej. Atak Kubańczyków został odparty, jednakże wysokie straty zmusiły Hiszpanów do odwrotu. Po stronie kubańskiej zginęło 6 ludzi a 42 zostało rannych, Hiszpanie utracili 147 zabitych. 